# 加拉梅斯
加拉梅斯（法語：Galametz）是法国北部-加来海峡大区加来海峡省的一个市镇，属于蒙特勒伊区帕尔克县。该市镇2009年时的人口为199人。

## 人口
加拉梅斯人口变化图示
| 数据来源：INSEE |